# 聖胡安山
9°28′17.8″S 77°19′37.1″W / 9.471611°S 77.326972°W

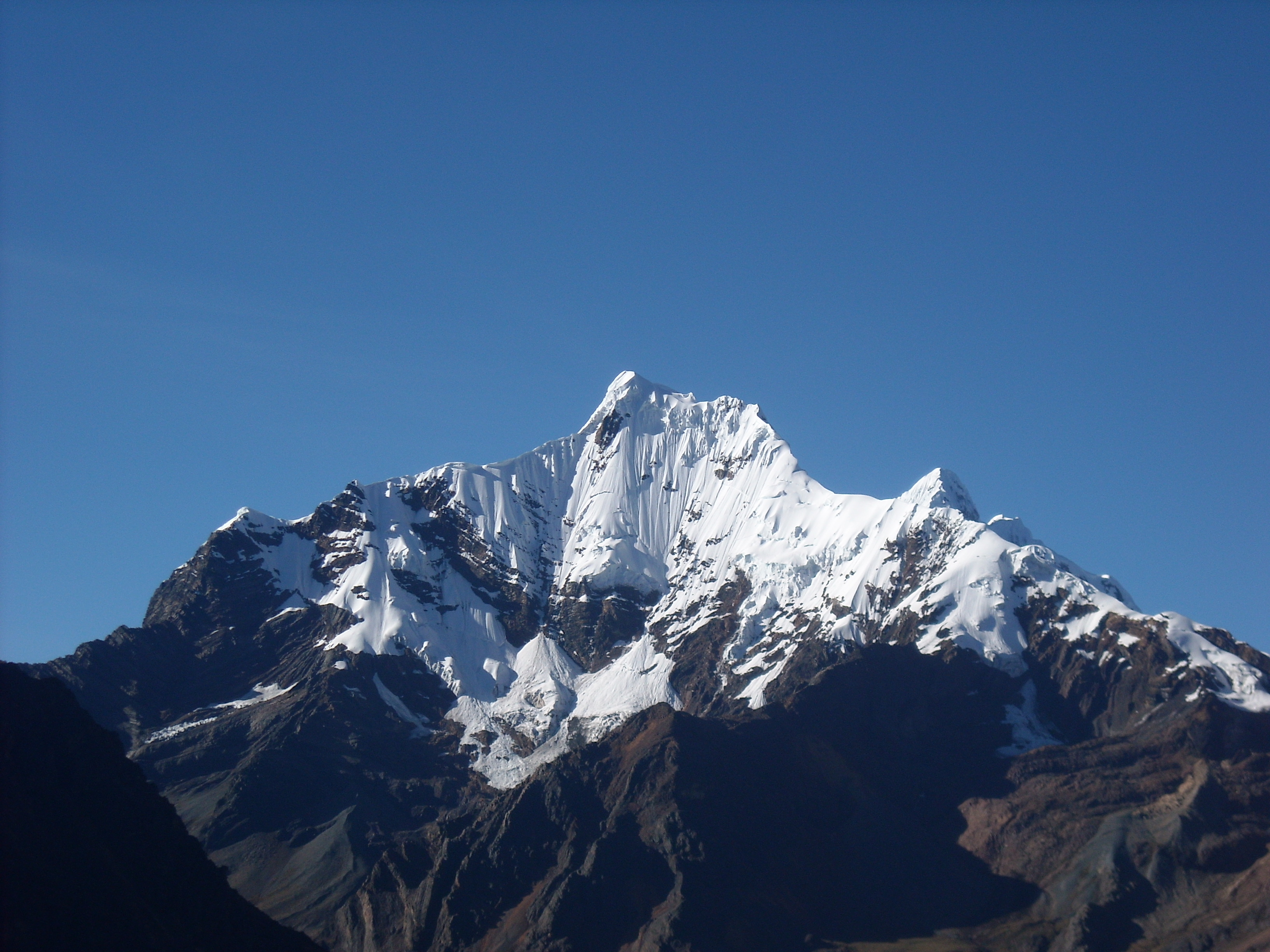

聖胡安山（西班牙語：San Juan），是秘魯的山峰，位於該國北部安卡什大區，屬於安地斯山脈中布蘭卡山脈的一部分，處於萬特桑山西北面，海拔高度5,843米。